# Tír na nÓg

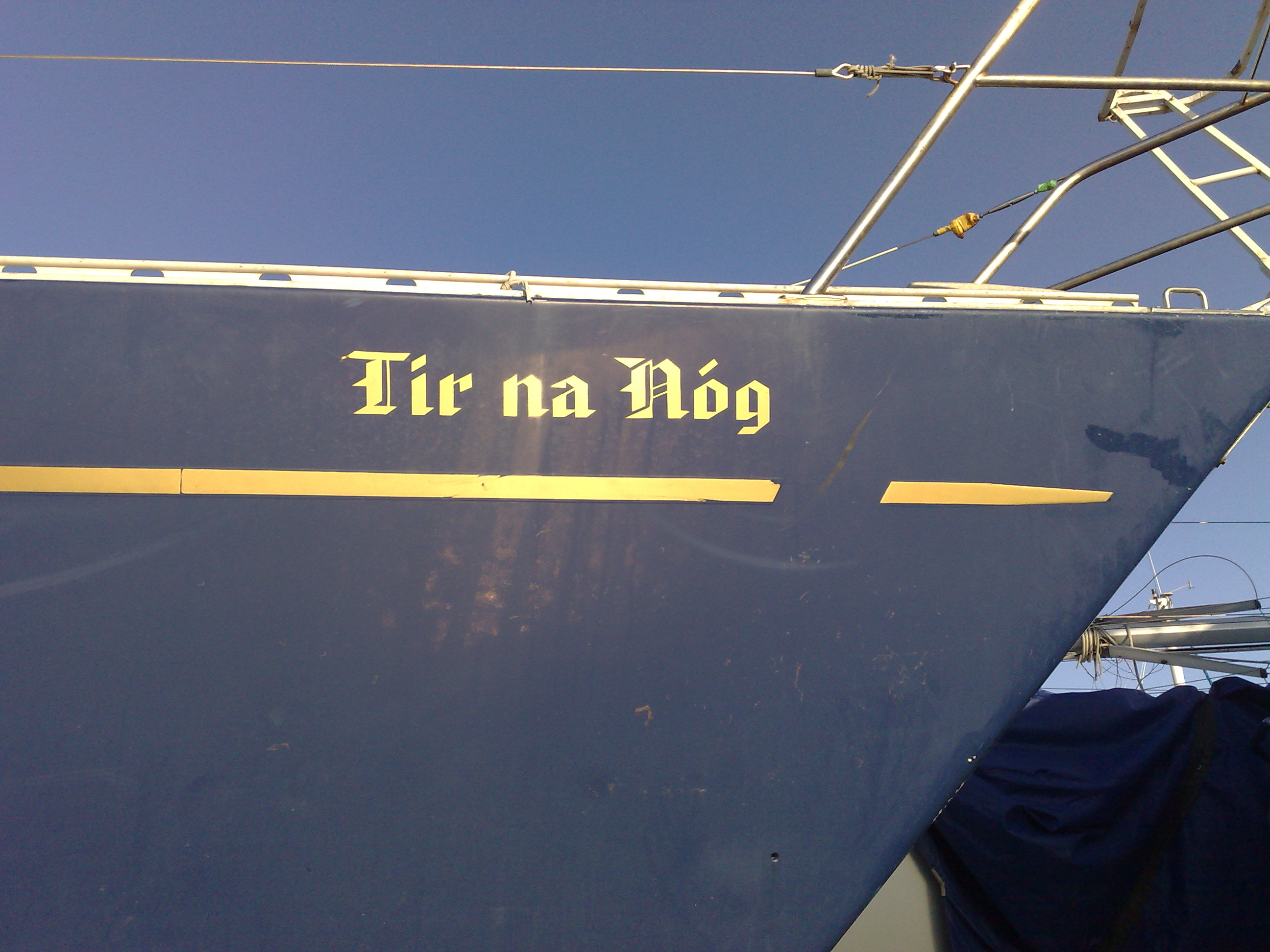
Schriftzug Tír na nÓg auf einem Boot

Tír na nÓg (altirisch: Tír na n-Oc  – tʲiːɾˠ n̪ˠə ˈn̪ˠoːɡˠ frei übersetzt etwa Land der ewigen Jugend) ist einer der bekanntesten mythologischen Orte der Anderswelt in der irisch-keltischen Mythologie.

## Beschreibung
Der Ort soll seiner bekanntesten Beschreibung nach im Westen Irlands liegen. Dies gilt jedoch nicht für alle Varianten des „Landes der Jugend“: Die Lokalisierungen der Anderswelt (bzw. eigentlich wohl der vielen verschiedenen einzelnen Anderswelten) der irischen Mythologie schwankt von Quelle zu Quelle, und solche Anderswelten wurden an ganz unterschiedlichen Orten angesiedelt: auf Inseln im fernen Westen ebenso wie auf küstennahen Inseln, in Hügeln (v. a. vorgeschichtlichen Grabhügeln), unter der Meeresoberfläche oder auf dem Grund von Binnengewässern. Dort wohnten die Síde oder Túatha Dé Danann.
Tír na nÓg spielt eine wichtige Rolle in der Erzählung von Oisín – einem der wenigen Sterblichen, die dort lebten – und der Elfenfrau Niamh. Ihr gemeinsamer Sohn ist der Sagenheld Oscar.
Tír na nÓg galt als ein Ort, der nur durch eine beschwerliche Reise oder eine Einladung von einem seiner Bewohner erreicht werden konnte. In Oisíns Fall spielte Niamh die Rolle der Begleitung. Sie reisten zusammen auf einem magischen Pferd, das in der Lage war, auf Wasser zu galoppieren.

## Andere Bezeichnungen
Tír na nÓg ist vergleichbar mit anderen mystischen Orten Irlands wie Mag Mell und Emain Ablach und eigentlich das irische Pendant zum germanischen Walhall, dem griechisch-römischen Elysion und der Unterwelt, dem christlichen Himmel und Hölle und anderen zeit- oder ortsbezogenen Jenseitsvorstellungen. Es trägt in der irischen Mythologie noch andere Namen
- Oileán na mBeo – Insel der Lebenden,
- Tír na mBuadha – Land der Tugenden,
- Hy na Beatha – Insel des Lebens,
- Tír na mBeo – Land der Lebenden,
- Hy Brasil, das „Land Bresals“,
- Land der Verheißung.